# المحيط المتجمد الشمالي
المحيط المتجمد الشمالي ويسمى أيضا المحيط الشمالي معظمه في المناطق المحيطة بالقطب الشمالي، وهو أصغر واقل عمقا من بين المحيطات الخمسة. بالرغم من اعتراف المنظمة الهيدروغرافية الدولية (IHO) به كمحيط، إلا أن بعض علماء المحيطات يسمونه «البحر الأبيض المتوسط القطبي» أو ببساطة «البحر القطبي»، وتصنيفه باعتباره واحدا من البحار المتوسطة للمحيط الأطلسي. بدلا من ذلك، يمكن أن ينظر إلى المحيط المتجمد الشمالي كالجزء الشمالي الأقصى من المحيط العالمي مجتمعة.
المحيط المتجمد الشمالي محاط تماما بكل من أوراسيا وأمريكا الشمالية، مغطى جزئيا من الجليد البحري على مدار السنة  (و غلبية الموسم فصل الشتاء). درجة الحرارة والملوحة في المحيط المتجمد الشمالي تتفاوت موسميا كذوبان الغطاء الجليدي وتجمده؛  متوسط الملوحة فيه هي الأدنى من بين المحيطات الخمس، وذلك بسبب قلة التبخر، التدفق الكثير للمياه العذبة من الأنهار والجداول، والاتصال المحدود لاختلاط مياهه مع مياه المحيطات المحيطة المرتفعة الملوحة. قلص الصيف حجم الجليد إلى 50 ٪ ويستخدم المركز الوطني لبيانات الثلج والجليد الأمريكي (NSIDC) بيانات الأقمار الصناعية لتوفير سجل يومي لمعدل ذوبان الغطاء الجليدي للمحيط المتجمد الشمالي ومقارنة مع المتوسط الزمني تحديدا للسنوات الماضية.

## التاريخ

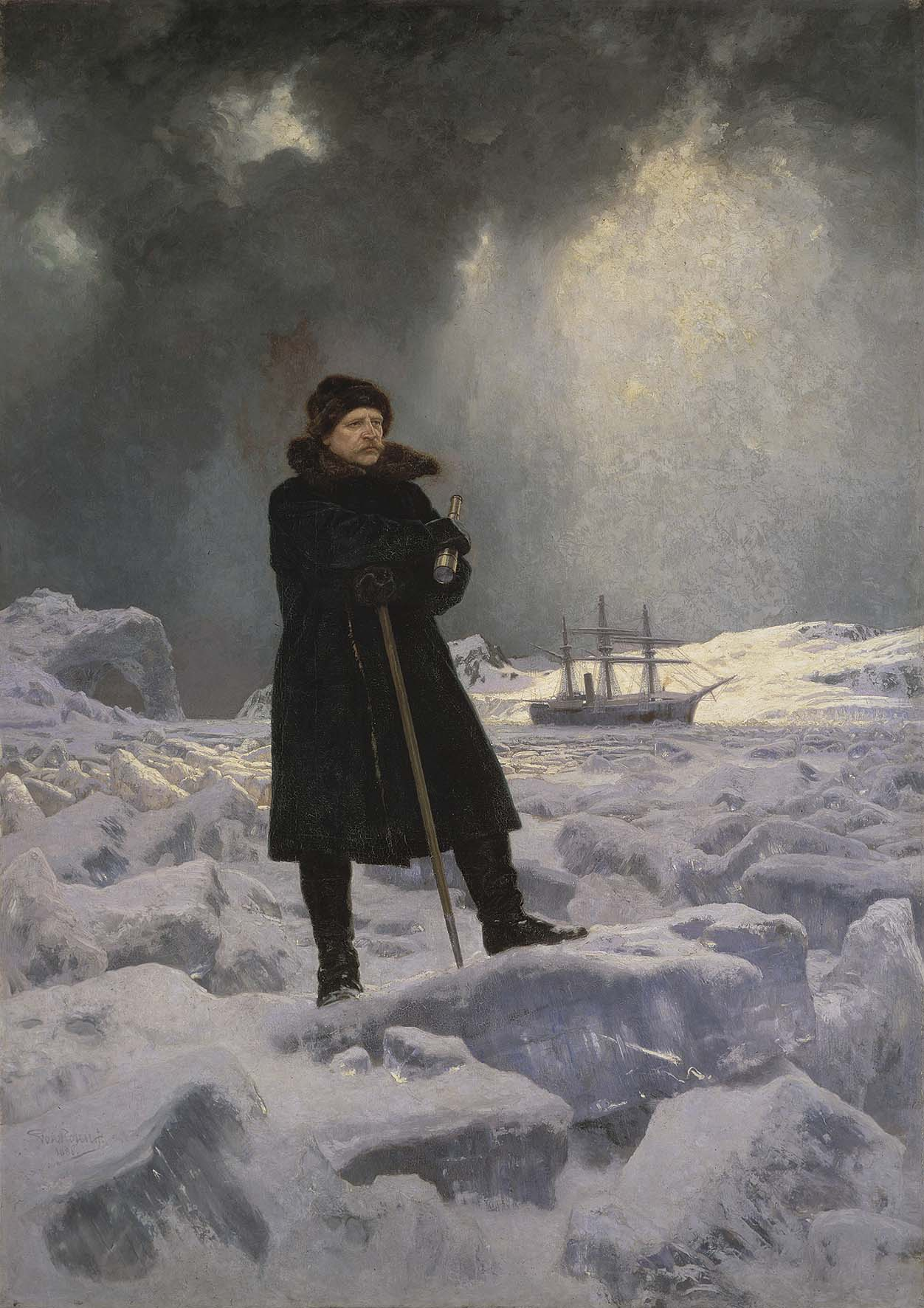
لوحة زيتية لأدولف إريك نوردنسكيولد خلال رحلتة الأستكشافية لمناطق القطب الشمالي، رسمها جورج فون روزن عام 1886

ربما بدأ استكشاف المحيط الشمالي مع الجهود الرامية إلى إنشاء طريق بحري شمالي بين المحيط الأطلسي والمحيط الهادئ على طول ساحل سيبيريا في روسيا. خلال الألفية الأولى كان للفايكنج حدود بحث واسعة النطاق في المحيط الشمالي بحثا عن الفراء والعاج، كان السكان الروسيين يبحثون عن طرق للتجارة على طول ساحل البحر الأسود في أوائل القرن 11، وجاءت فكرة إنشاء طريق بحر الشمال عام 1525 بواسطة الدبلوماسي الروسي ديمتري جيراسيموف، وبحلول القرن 17 أصبح الطريق سالكا من أرخانجيلسك شرقا حتى مصب نهر ينسي.
رغم التاريخ الأوروبي الكبير، فإنه لا تزال مناطق كثيرة في القطب الشمالي غير مستكشفة. سٌجلت رحلة لبايثاس مرسيليا عام 325 قبل الميلاد شمالا إلى أرض أسماه «إيشاتي ثول»، حيث تغرب الشمس فقط ثلاث ساعات يوميا، وقد حلت المواد الصلبة محل الماء «حيث لا يمكن لأحد المشي ولا الأبحار». وقد وصف تفكك الجليد البحري المعروف اليوم باسم «جبال الجليد العائمة»، أو «كتل الجليد bergy bits». قد تكون «ثول» هذه هي آيسلندا، رغم أن المقترح ان تكون النرويج.
كان علماء الخرائط الأوائل غير متأكدين حيال رسم خرائط المنطقة المحيطة بالقطب الشمالي كأراضي (كما في خريطة 1507 لجوهانس رويش [الإنجليزية]، أو خريطة 1595 لجيراردوس مركاتور) أو كمياه (كما هو الحال معخريطة العالم لعام 1507 لمارتن فالدسميلر). إن سبب رغبة التجار الأوروبيين الشديدة للمرور شمالا هو الوصول لـ«كاثاي» (الصين قديما)، ويذكر راسمو الخرائط لعام 1723 مثل جوهان هومان العرض الواسع لـ«البحار الشمالية - Oceanus Septentrionalis» عند الطرف الشمالي لخرائطهم.
اكتشفت بعثات اختراق ما وراء الدائرة القطبية الشمالية جزراً صغيرة فحسب في هذا العصر، مثل نوفايا زيمليا (القرن 11) وسبيتسبيرجين (1596)، بسبب ما يحيط هذه الجزر من كتل جليدية فإن حدودها الشمالية ليست واضحة. يميل صناع الخرائط الملاحية بتحفظ أكثر من بعض رسامي الخرائط الخياليين، الذين يميلون لترك المنطقة فارغة، مع رسم كتل السواحل المعروفة فقط.

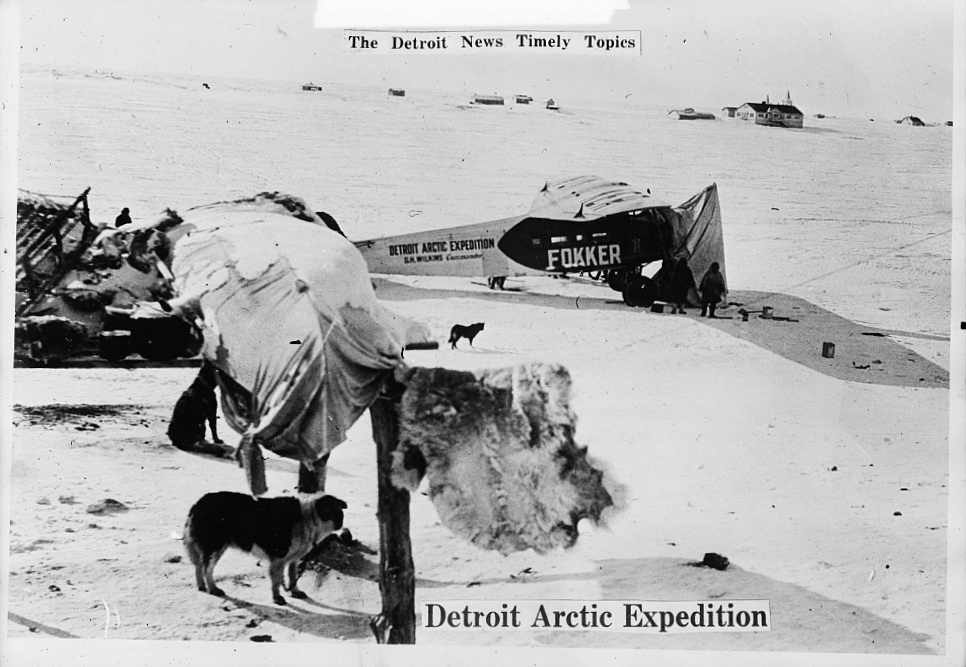
جورج هوبير ويلكنز في رحلة ديترويت الأستكشافية للقطب المتجمد الشمالي عام 1926

إن هذا النقص في معرفة ما يكمن شمال حاجز الجليد المتحرك أدى إلى ظهور عدد من التخمينات. ميثولوجيا «البحر القطبي المفتوح» عند الشعوب الإنجليزية والأوروبية ما تزال ثابتة، وقد حصل جون بارو (السكرتير الثاني القديم للبحرية البريطانية) على الترقية لأستكشاف منطقة القطب الشمالي من عام 1818 حتي 1845 للبحث عن ذلك.
في الولايات المتحدة في الخمسينات والستينات من القرن الماضي، ادعى كل من المستكشفين اليشع كين واسحق إسرائيل هايز على بلوغ هذه المنطقة بعيد المنال من الماء. في أواخر هذا القرن، أضاف المؤلف البارز ماثيو فونتين موري وصف البحار القطبية إلى كتابه (الجغرافيا الطبيعية للبحر) (1883). ومع ذلك فإن جميع المستكشفين الذين سافروا أقرب وأقرب إلى القطب وضحو أن الغطاء الجليدي للقطب سميكا جدا، ومستمر على مدار السنة.
كان فريتيوف نانسين أول من قام برحلة بحرية لعبور المحيط المتجمد الشمالي في عام 1896. وكان أول عبور لسطح المحيط بقيادة والي هربرت عام 1969 بواسطة التزلج بالكلاب من ألاسكا إلى سفالبارد مع الدعم الجوي.
منذ عام 1937، محطة الجليد العائمة المأهولة السوفياتية والروسية [الإنجليزية] رصدت المحيط المتجمد الشمالي على نطاق واسع., وأقامت المستوطنات العلمية على الجليد.

## جغرافيا

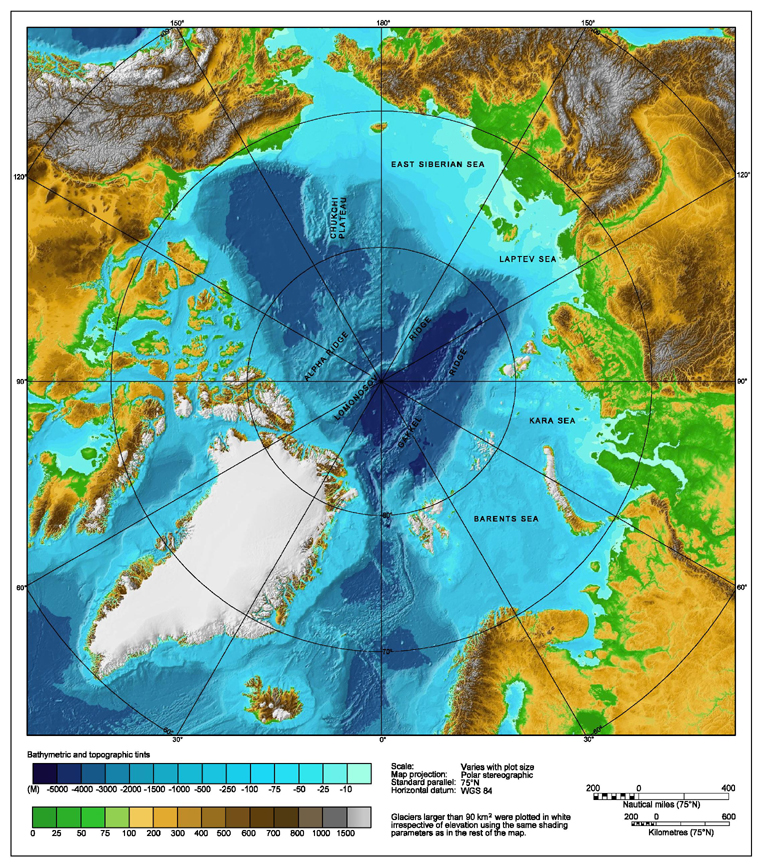
خريطة طبوغرافيا لقياس أعماق المحيط الشمالي والجزر المحيطة بها

يحتل المحيط المتجمد الشمالي تقريبا حوض دائري وتبلغ مساحته حوالي 14,056,000 كم مربع (5,427,000 ميل مربع) يعادل تقريبا حجم روسيا. طول الخط الساحلي 45,390 كم (28,200 ميل). انها محاطة بأرض أوراسيا وأمريكا الشمالية وغرينلاند، والعديد من الجزر.

### البحار الفرعية
- خليج بافن
- بحر بارنتس
- بحر بوفور
- بحر تشوكشي
- بحر شرق سيبيريا
- بحر جرينلاند
- خليج هدسون
- مضيق هدسون
- بحر كارا
- بحر لابتيف
- البحر الأبيض
- مسطحات أخرى من المياه.

ويرتبط بالمحيط الهادي عن طريق مضيق برينغ وبالمحيط الأطلسي عبر بحر جرينلاند وبحر لابرادور.

### الحدود

منطقة القطب الشمالي

المحيط الشمالي يغطي أغلب منطقة القطب الشمالي ويغمر شمال أمريكا الشمالية وأوراسيا ويعتبر في بعض الأحيان بحر أو خور المحيط الأطلسي.
تعرف المنظمة الهيدروغرافية الدولية (IHO) حدود المحيط الشمالي (باستثناء البحار التي يحتوي عليها) على النحو التالي:
- بين غرينلاند وغرب سبيتزبرغن—الحدود الشمالية من بحر جرينلاند.
- بين غرب سبيتزبرغن أراضي شمال الشرق —خط العرض من 80 ° شمال.
- من كيب لي سميث إلى كيب كوهلاسات—الحدود الشمالية من بحر بارنتس.
- من كيب كوهلاسات إلى كيب مولوتوف [الإنجليزية]—الحدود الشمالية من بحر كارا.
- من كيب مولوتوف إلى أقصى الطرف الشمالي من جزيرة كوتلني—الحدود الشمالية من بحر لابتيف.
- من أقصى الحدود الشمالية من جزيرة كوتلني إلى النقطة الشمالية من جزيرة رانجل—الحدود الشمالية من بحر شرق سيبيريا.
- من النقطة الشمالية من جزيرة رانجل إلى بوينت بارو—الحدود الشمالية من بحر تشوكشي.
- من بوينت بارو إلى نهاية أراضي رأس جزيرة الأمير باتريك—الحدود الشمالية من بحر بوفور، عن طريق الساحل الشمالي الغربي لجزيرة الأمير باتريك إلى كيب ليوبولد كلينتوك، ثم إلى كيب موراي (جزيرة بروك) وعلى طول الساحل الشمالي الغربي لأقصى نقطة شمالية؛ لكيب ماكاي (جزيرة بوردين)، ومن خلال الساحل شمالية من جزيرة بوردين مالوك إلى كيب مالوخ، إلى كيب ايسكسين (جزيرة ايلف رينجنس)؛ إلى نقطة شمال غرب جزيرة ميجين إلى كيب ستالوورثي (جزيرة أكسيل هايبرغ) إلى كيب كولجيت أقصى نقطة غرب جزيرة إليسمر، من خلال الشاطئ الشمالي لجزيرة إليسمر من إلى كيب كولومبيا ثم على خط كيب موريس جيسوب (غرينلاند).

### خصائص أعماق البحر
تقسم المرتفعات التي تحت الماء، ومرتفعات لومونوسوف [الإنجليزية] أعماق بحار حوض القطب الشمالي إلى حوضين محيطيين:
- حوض أوراسيا، يتراوح عمقه ما بين 4,000 و4,500 متر (13,000 و14,800 قدم)،
- الحوض الأمريكي الآسيوي (الذي يسمى أحيانا لأمريكا الشمالية، أو حوض الأصقاع الشمالية)، عمقه تقريبا 4,000 متر (13,000 قدم).

يتضح من قياس الأعماق للمحيط من مرتفعات الكتل الصدعية والسهول السحيقة، الخنادق المحيطية والأحواض.
متوسط عمق المحيط المتجمد الشمالي هو 1,038 متر (3,406 قدم). وأعمق نقطة في الحوض الأوراسي، في 5,450 متر (17,880 قدم).
تنقسم الأحواض الرئيسية بسبب المرتفعات إلى:
- حوض كندا (بين ألاسكا\كندا ومرتفعات ألفا)
- حوض ماكاروف (بين ألفا ومرتفعات لومونوسوف)
- حوض فرام (بين لومونوسوف ومرتفعات جيكل)
- حوض نانسن (حوض أموندسن) (بين مرتفعات جيكل والمنحدر القاري الذي يشمل فرانز جوزيف لاند).

### تدفق المياه
يحتوي المحيط المتجمد الشمالي على نقاط اختناق رئيسية في جنوب بحر تشوكشي، ، الذي يتيح مدخل إلى المحيط الهادئ عبر مضيق بيرينج بين ألاسكا وسيبيريا الشرقية. المحيط المتجمد الشمالي يتيح أقصر رابط بحري بين أقصى شرق وغرب روسيا ويخضع لأحول جليدية. تعمل وهناك العديد من محطات البحوث العائمة في منطقة القطب الشمالي، تدار من قبل الولايات المتحدة وروسيا.
أكبر تدفق للمياه يأتي من المحيط الأطلسي عن طريق التيار النرويجي، الذي يجري على طول الساحل أوراسيا. يدخل الماء أيضا من المحيط الهادئ عبر مضيق بيرنغ. ويعتبر أكبر تدفق من تيار شرق جرينلاند.
يغطي الجليد معظم سطح المحيط طول العام، مما يسبب في انخفاض لدرجات حرارة الجو تحت التجمد معظم الوقت. يشكل القطب الشمالي مصدرا رئيسيا للهواء الشديد البرودة الذي يتحرك نحو خط الاستواء ثم يلتقي مع الهواء الدافئ عند خط عرض 60 درجة شمالا وتسبب هطول الأمطار والثلوج. هذا التدفق هو الجزء السفلي من الخلية القطبية، والأعلى (عن طريق خط العرض) من الخلايا الدورانية الثلاث الرئيسية لالغلاف الجوي للأرض كل ثلاثين درجة ممتدة من خط العرض.
تنتشر الحياة البحرية في المناطق المفتوحة، ولا سيما أكثر في المياه الجنوبية. أهم موانئ المحيط هي مدن ميورمانسك، وأرخانجيلسك وخليج برودو [الإنجليزية].

### الملوحة والحرارة

مخطط لدرجات الحرارة والملوحة في المحيط الشمالي في 85،18 شمالا و117،28 شرقا مؤرخة في 1 يناير 2010.

في أغلب الأجزاء من المحيط المتجمد الشمالي دائما الطبقة العليا تكون أقل ملوحة واخفض درجة حرارة مثل بقية. ولا تزال البقية مستقرا نسبيا وذلك لأن تأثير الكثافة على الملوحة أكبر من تأثير درجات الحرارة. إنها تتغذى بالمياه العذبة من الأنهار السيبيرية والكندية، والمياه الشبه طافية على السبخات، والأكثر كثافة ومياه المحيطات العميقة. إن بين طبقة الملوحة القليلة والأجزاء الكبرى التي تكمن في المحيط تسمى انحدار الملوحة [الإنجليزية]، وفي كلاهما تزداد الملوحة والحرارة مع زيادة العمق. إن الفرق في درجة الحرارة بين أسطح المحيطات الباردة والاعماق الأكثر دفئا تسبب دوامات حمل حرارية تتوقف عند الهبوط الحراري، ويبقى فقط التوصيل الحراري مثل آلية نقل الحرارة التصاعدية، التي تتطلب جهدا اقل. بدون هذا التأثير العاز سيكون هناك جليد بحري أقل بكثير في القطب الشمالي. يمكن أن يكون نمط الملوحة والحرارة من المحيط المتجمد الشمالي معقد تماما، وتصبح معتمدة على التدفق المختلف داخل وخارج منطقة القطب الشمالي.

### الغطاء الجليدي
|                                                                           |                                                                        |
| التغيرات الموسمية والانخفاض المستمر لمساحات الجليد البحري للمحيط الشمالي. | التغيرات الموسمية والانخفاض المستمر لحجم الجليد البحري للمحيط الشمالي. |

تغطي المحيط الشمالي كميات كبيرة من الجليد «غطاء» الذي يختلف في مساحته وسماكته باختلاف الموسم. وقد انخفض متوسط مساحة الغطاء الذي يتألف منه الجليد البحري من حوالي 12,000 كم مربع (4,600 ميل مربع) في عام 1980 إلى حوالي 10,000 كم مربع (3,900 ميل مربع) في عام 2010 ومع اختلاف المواسم تصل إلى حوالي 9,000 كم مربع (3,500 ميل مربع). وتصل المساحة إلى الحد الأقصى خلال شهر أبريل، وإلى الحد الأدنى في سبتمبر. يتأثر الجليد البحري بسبب الرياح وتيارت المحيط التي يمكن أن تحرك وتدير مناطق واسعة جدا من الجليد. وتنشأ مناطق الخاضعة للضغط أيضا، حيث تشكلت حزمة الجليد بسبب أكوام الثلج. في السنوات الماضية انخفض حجم وسمك الجليد البحري في القطب الشمالي.

### الأخطار الطبيعية
يعتبر المحيط متجمدا لا يمكن الإبحار فيه من أكتوبر - يونيو، وتتأثر السفن بسبب الجليد من أكتوبر - مايو. قبل مجيء كاسحات الجليد الحديثة، وقد تتعرض السفن أحيانا في المحيط المتجمد الشمالي للمحاصرة أو السحق بالجليد البحري.

### الموانئ والمرافئ الرئيسية

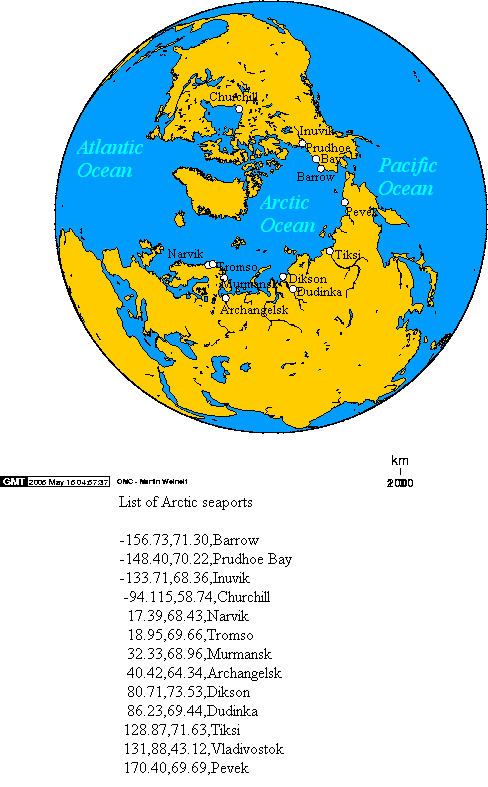
موانئ المحيط الشمالي

بعض الموانئ والمرافئ المهمة من الغرب إلى الشرق:
| - الولايات المتحدة - بارو، ألاسكا - خليج برودو [الإنجليزية]، ألاسكا - كندا - تشرشل، مانيتوبا - انفايك، الأقاليم الشمالية الغربية - نانسفيك، نونافوت [الإنجليزية] - توكتوياكتوك | - النرويج - لونغيرباين - شيركنيس - فاردو - روسيا - ميورمانسك - أرخانجيلسك - لابيتنانغي/ سالخارد - دودينكا - إيغاركا - ديكسون - تيكسي - بيفيك |

## المناخ
|                                                                           |                                                                           |
| مساحة الكتلة الجليدية في القطب الشمالي خلال شهر فبراير 1978 - 2002 متوسط. | مساحة الكتلة الجليدية في القطب الشمالي خلال شهر سبتمبر 1978 - 2002 متوسط. |

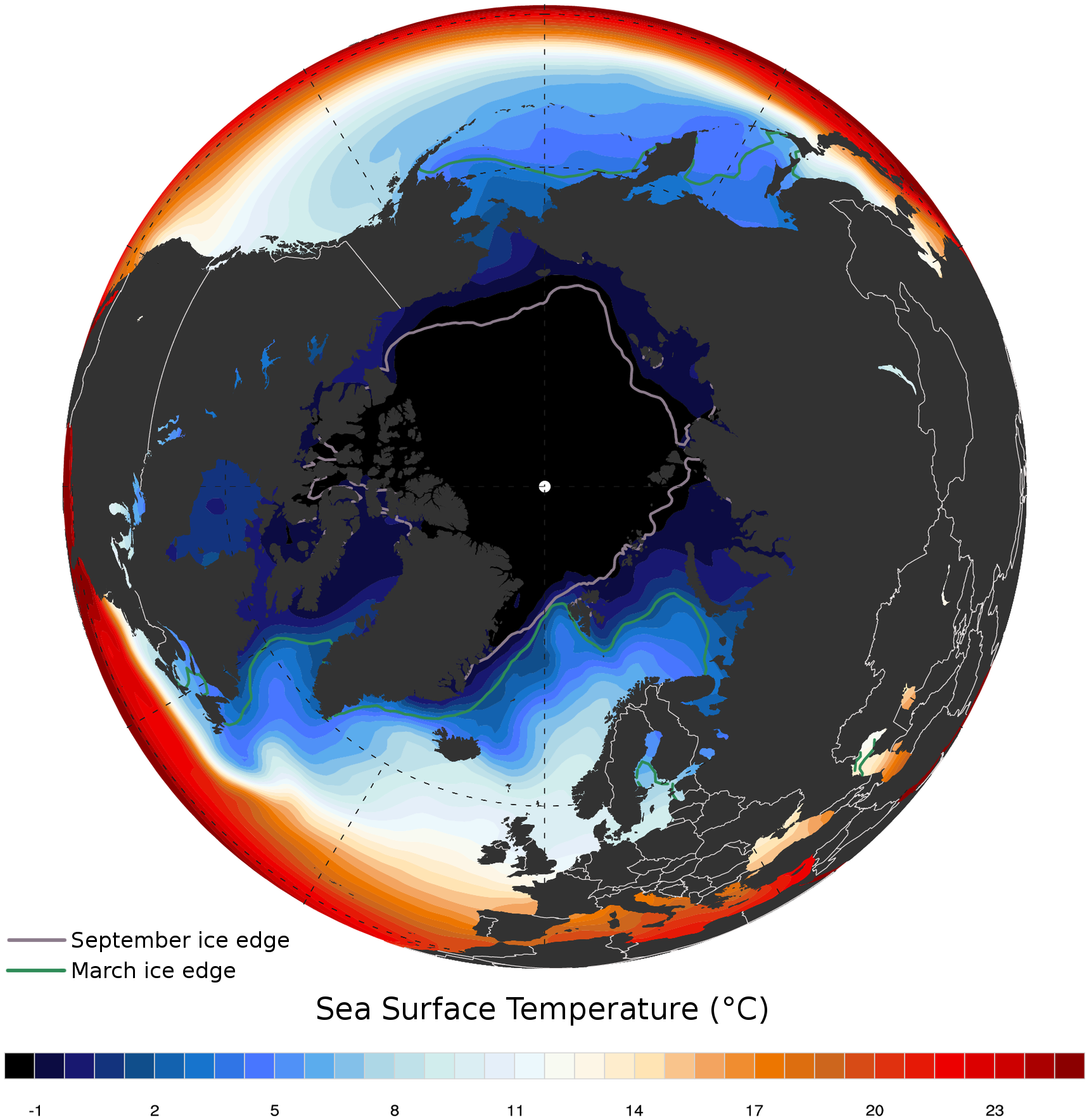
المعدل السنوي لدرجة حرارة سطح بحر القطب الشمالي وحدود الجليد في سبتمبر / مارس.

ينحصر المحيط الشمالي في المناخ القطبي تحت تأثير العصر الجليدي الحديث الذي يتميز ببرودته الثابتة وضيق نطاق درجة الحرارة السنوية. يتسم الشتاء بالظلام المستمر (الليل القطبي)، وحالة الطقس البارد والمستقر، وصفاوة السماء، ويتميز الصيف بالنهار المستمرة (شمس منتصف الليل)، والطقس رطب وضبابي، وزوابع ضعيفة مع مطر أو ثلج.
درجة حرارة سطح المحيط الشمالي إلى حد ما ثابت، قريب إلى نقطة التجمد لمياه البحر. يجب أن تصل درجة حرارة المحيط - 1.8 درجة مئوية قبل حدوث التجمد لأنه يتكون من مياه مالحة. كثافة مياه البحر عكس المياه العذبة، تزداد كلما أقتربت من درجة التجمد، وبالتالي فإنها تتجه إلى الغرق. بصفة عامة من الضروري أن تكون الطبقة من 100-150 متر العلوية من مياه المحيطات أن تبرد إلى درجة التجمد لتشكيل جليد البحر  إن مياه المحيط الدافئة نسبيا في فصل الشتاء لها تأثير معتدل، حتى عندما يغطيها الجليد. وهذا هو أحد الأسباب استحالة أختبار درجات الحرارة القصوى للقطب الشمالي كما في القارة القطبية الجنوبية.
هناك تباين في التغير الموسمي لكمية الكتل الجليدية من كتل القطب الشمالي الجليدية التي تغطي المحيط الشمالي. الكثير من كتل القطب الشمالي الجليدية يغطيها الثلج أيضا لمدة 10 أشهر كل السنة. والغطاء الثلجي الأقصى يكون في شهر مارس أو أبريل—حوالي 20 إلى 50 سم (7.9 إلى 20 أنش) فوق المحيط المتجمد.
قد تغير المناخ في منطقة القطب الشمالي بشكل كبير في الماضي. ومؤخرا خلال 55 مليون سنة مضت، خلال الحرارة القصوى في العصر الباليوسيني - الإيوسين، بلغ متوسط درجات الحرارة السنوية للمنطقة 10-20 درجة مئوية (50-68 درجة فهرنهايت).
زاد دفء المياه السطحية عند أقصى شمال المحيط الشمالي كل موسم على الأقل وهو ما يكفي لدعم أشكال الحياة الاستوائية  التي تتطلب درجات حرارة سطح أكثر من 22 درجة مئوية (72 درجة فهرنهايت).

## الحياة الحيوانية والنباتية

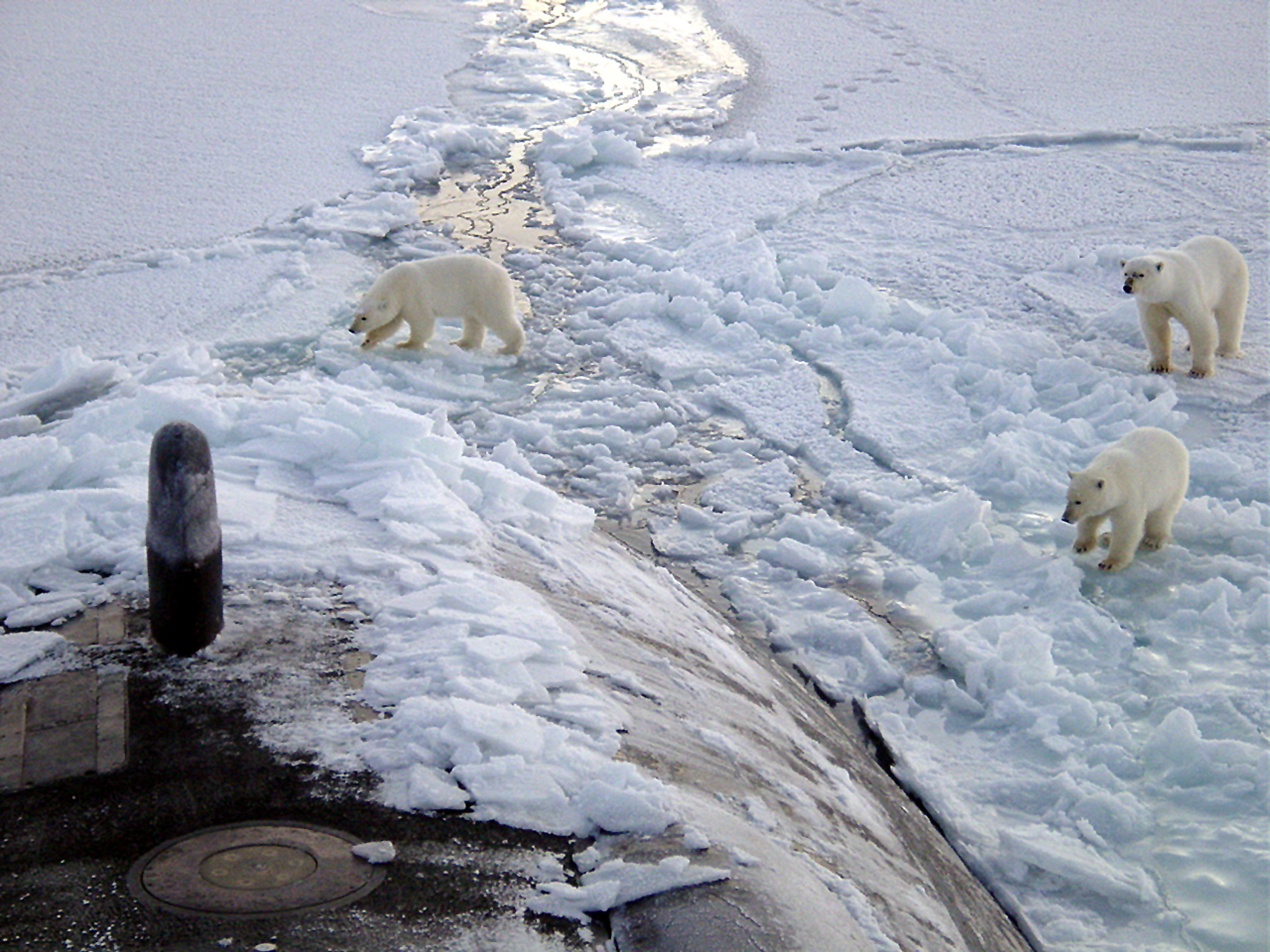
الدب القطبي

هناك أنواع من الحيوانات البحرية مهددة بالانقراض في المحيط المتجمد الشمالي مثل الفظ والحيتان. يوجد في المنطقة نظام بيئي هش الذي بطيء التغيير وبطيء تغطية الاضطرابات أو أضرار. تكثر قناديل شعر الأسد في مياه القطب الشمالي، وبعض الأنواع من الغونال هي الوحيدة التي تعيش المحيط.
للمحيط الشمالي حياة نباتية قليلا نسبيا باستثناء العوالق النباتية. العوالق النباتية هي أجزاء ضرورية من المحيط وهناك كميات هائلة منها في القطب الشمالي، حيث تتغذى من أغذية الأنهار وتيارات المحيطين الأطلسي والهادئ. وخلال الصيف تكون الشمس خارجة ليلا ونهارا، وبالتالي تمكين العوالق النباتية من التمثيل الضوئي لفترات طويلة وتتكاثر بسرعة. ومع ذلك، فإن العكس هو الصحيح في فصل الشتاء حيث أنها تكافح من اجل الحصول على ما يكفي من الضوء للبقاء.

## الموارد الطبيعية

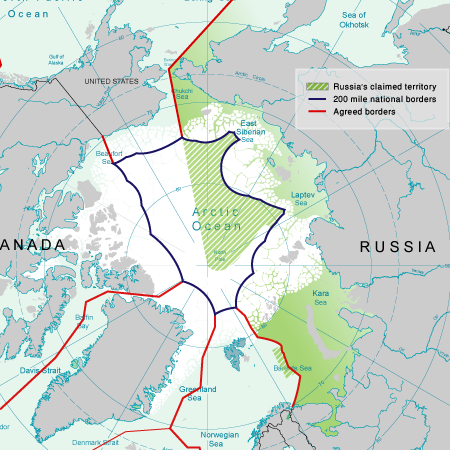
الخطوط الحمراء : الحدود المعترف بها، الخطوط الزرقاء : حدود المناطق الاقتصادية حصرية (200 ميلا)، الأخضر المتقطع: مطالبات الأراضي الروسية.
ملاحظة: لا تظهر مطالبات الدول الإقليمية الأخرى.

النفط وحقول الغاز الطبيعي، والرواسب الثمينة،كرات المنغنيز والرمل والحصى المتكتل، والأسماك، والفقمة والحيتان يمكن العثور عليها في المنطقة بوفرة.
المنطقة السياسية الميتة القريبة من وسط البحر تعتبر محور نزاع متصاعد بين الولايات المتحدة وروسيا وكندا والنرويج والدنمارك. وتعتبر ذات أهمية بالنسبة لسوق الطاقة العالمية، لأنهاتحتوي على 25 ٪ أو أكثر من موارد الغاز والنفط العالمي الغير مكتشف.

## المخاوف البيئية

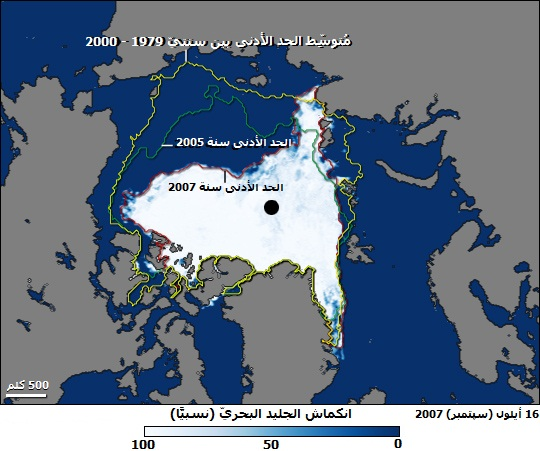
غطاء البحر في المحيط الشمالي، عرض متوسط تغطية 2005 و2007

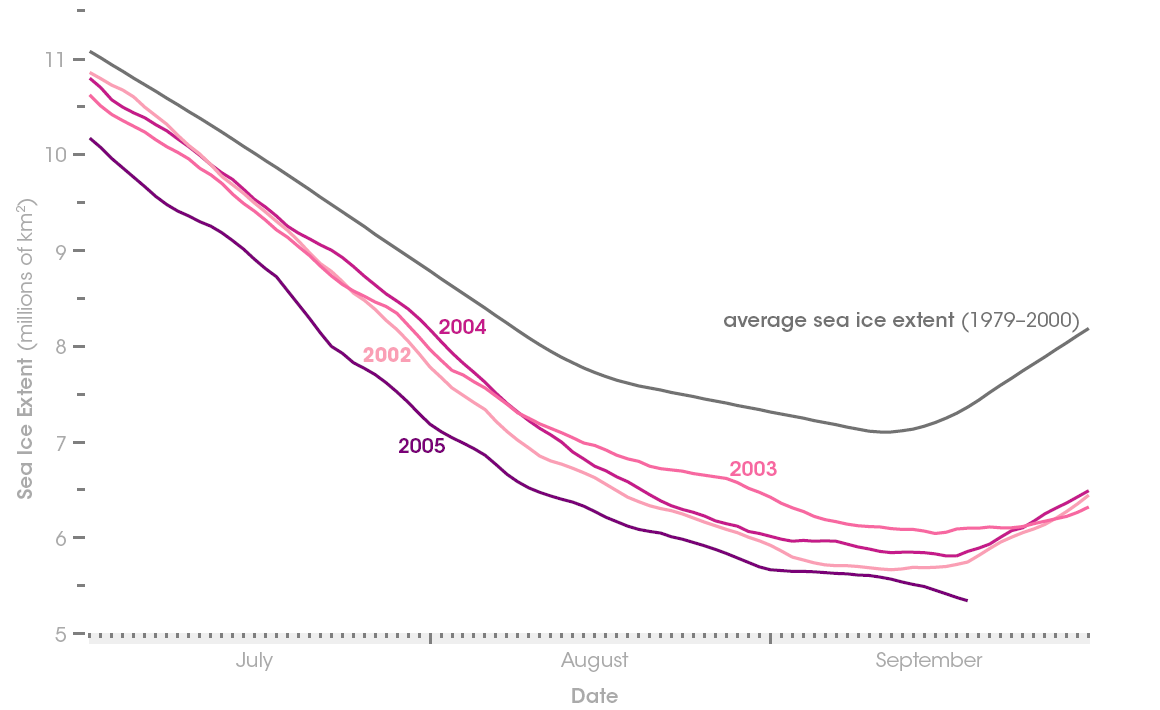
تناقص جليد الصيف في القطب الشمالي من 1979-2000 حتى 2002-2005.

تعتبر الكتلة الجليدية للقطب الشمالي رقيق ومنذ سنوات عدة يوجد ثقب موسمي في طبقة الأوزون. انخفاض مساحة جليد البحر في القطبي الشمالي يقلل من معدل بياض الكوكب، مما قد يسفر عن ظاهرة الاحترار العالمى في آلية ردة فعل إيجابية. وتبين البحوث أن القطب الشمالي قد يصبح بلا جليد لأول مرة في تاريخ البشرية بين عامي 2012 و2040.
في الوقت الحالى يشعر كثيرا من العلماء بالقلق بسبب ارتفاع درجات حرارة القطب الشمالي مما قد يسبب زيادة لكميات كبيرة من المياه الذائبة في شمال المحيط الأطلسي، ومن المحتمل أن تعطل نمط تيارات المحيط العالمي. مما يسفر عن احتمال لتغييرات خطيرة في مناخ الأرض.
هناك مخاوف بيئية أخرى تتعلق بالتلوث الإشعاعي للمحيط الشمالي، على سبيل المثال، تفريغ روسيا للمخلفات الإشعاعية في بحر كارا ، ومواقع التجارب النووية للحرب الباردة مثل نوفايا زيمليا.